# 京成2000形電車
京成2000形電車（けいせい2000がたでんしゃ）は、京成電鉄（京成）および新京成電鉄（新京成）が所有していた通勤形電車の一形式である。

## 登場時の概要
1948年（昭和23年）- 1950年（昭和25年）にかけて、戦災を受けた国鉄モハ30形・モハ31形・サハ39形・モハ50形・クハ65形18両の払い下げを受け復旧した制御客車クハ2000形2001 - 2018である。原型をなぞる形で復旧したが、車両限界の違いから車体幅を200mm縮小するという大工事の上で入線した（車体長16.0 - 16.2m×車体幅2.6m）。そのため、前面貫通扉が異様に狭いのが外観上の特徴となる。台車はTR-11を当時の1,372mm軌間に改軌したものおよび手持ちのブリル27MCB-2・雨宮製作所A-1を使用した。
最後の2017・2018は大栄車輌で、台枠と20形のMCB台車を流用のうえ、左右対称の半鋼製車体（前面は200形、窓配置は国鉄モハ50形と同じ）を製造して竣工した。また、この2両は当初から緑の濃淡の「青電」塗装で竣工している。

### 新旧番号対象
- クハ65021→クハ2001
- クハ65186→クハ2002
- クハ65069→クハ2003（70形に改造された説あり）
- クハ65119→クハ2004
- クハ65097→クハ2005
- クハ65148→クハ2006
- クハ65044→クハ2007
- クハ65062→クハ2008
- クハ65096→クハ2009（東京急行電鉄に譲渡された説や70形に改造された説あり）
- クハ65171→クハ2010
- モハ50011→クハ2011
- サロ37009→サハ39038→クハ2012
- サロ37008→サハ39037→クハ2013
- モハ30015→クハ2014
- モハ30161→クハ2015
- モハ31021→クハ2016

## 更新とその後の変遷
1957年（昭和32年） - 1961年（昭和36年）にかけて大榮車輌で2100形更新車をモデルとした全金属製車体（車体長16.5m×車体幅2.7m）に更新された。側面二段雨樋の間に埋め込み式のベンチレーター（通風器）を採用したため屋上のすっきりしたスタイルが特徴である。二段雨樋の採用はこの時期の大榮車輌の車体製造技術がまだ拙く、屋根カーブ処理の未熟さを隠すためであったとされている。このスタイルは1958年（昭和33年）以降の100形の更新にも採用された。
このとき更新から外れた2017・2018は1964年（昭和39年）に新京成に譲渡された。これら2両は1971年（昭和46年）の更新で1100形に編入され、サハ1111・1112となった。
1966年（昭和41年） - 1978年（昭和53年）の間に2003（譲渡後2007に改番）・2005・2006・2009 - 2011・2013 - 2016が新京成に譲渡された。京成に残った車両もATS・列車無線取り付けの対象から外れたためほとんどが中間車扱いとなった。1980年（昭和55年）までには2008を除いて廃車された。
2008は、1967年（昭和42年）に更新（新性能化、多段式制御器装備）された210形と共に編成を組み、本形式唯一先頭車となった（マスコン交換）。1970年（昭和45年）には特別修繕で前照灯の2灯化・台車交換（FS-28に）・二段雨樋の下段撤去などがおこなわれ、その後車体塗色変更で「新赤電」色（ただしステンレスの飾り帯はない）にされたが、1987年（昭和62年）に廃車された。
新京成に譲渡された車輌は、1978年（昭和53年）から2009・2011（FS-28装備）を除き特別修繕が行われた。運転台を撤去しての完全客室化・二段雨樋の下段の撤去・側引戸交換などがおこなわれ、形式もクハからサハと変更された。1990年（平成2年）に最後まで残っていた新京成の旧型電車編成に組み込まれていた2007・2010が廃車されたことにより形式消滅となった。